# Anaxarcha sinensis
Anaxarcha sinensis är en bönsyrseart som beskrevs av Max Beier 1933. Anaxarcha sinensis ingår i släktet Anaxarcha och familjen Hymenopodidae. Inga underarter finns listade i Catalogue of Life.